# Macedonia Orientale e Tracia
La Macedonia Orientale e Tracia (in greco Ανατολική Μακεδονία και Θράκη?, Anatolikī́ Makedonía ke Thrákī) è una delle tredici periferie amministrative (in greco περιφέρειες?, periféries) della Grecia; suo capoluogo è Komotini (Κομοτηνή).

## Geografia antropica

### Unità periferiche
- Drama
- Kavala
- Xanthi
- Rodopi
- Evros
- Taso

### Comuni
A seguito della riforma in vigore dal 1º gennaio 2011 la Macedonia orientale e Tracia è divisa nei seguenti comuni:
- Alessandropoli
- Arriana
- Abdera
- Didymoteicho
- Doxato
- Drama
- Iasmos
- Kato Nevrokopi
- Kavala
- Komotini
- Maronia-Sapes
- Myki
- Nestos
- Orestiada
- Pangaio
- Paranesti
- Prosotsani
- Samotracia
- Soufli
- Taso
- Topeiros
- Xanthi

## Prefetture
Nel vecchio sistema di suddivisioni amministrative, la periferia era divisa in 5 prefetture:
- Regione Macedonia:

1. Drama
2. Kavala

- Regione Tracia:

1. Xanthi
2. Rodopi
3. Evros

## Popolazione
Nella regione, soprattutto nelle prefetture orientali, è molto forte la minoranza musulmana; in Tracia in particolare, secondo il censimento del 1991, rappresenta il 28,88% della popolazione.